# Palaquium
Palaquium és un gènere amb unes 120 species d'arbres dins la família sapotàcia. Són plantes natives des de l'Índia a través del sud-est d'Àsia, Malèsia, Papupasia i Australàsia, a les Illes del Pacífic occidentals.

## Descripció
Dins la seva distribució les espècies de Palaquium es troben principalment a les Filipines i Borneo i dins Borneo moltes espècies es troben als estats de Sabah i Sarawak.
Les fulles es disposen espiralement i de vegades agrupades prop del finals dels brots. Els fruits tenen normalment una o dues llavors i poques espècies tenen diverses llavors. L'hàbitat dels Palaquium és litoral de terra baixa fins a llocs pantanosos i en boscos montans.
Algunes espècies, com per exemple Palaquium gutta, produeixen el làtex gutaperxa.

## Taxonomia
The Plant List reconeix 120 espècies acceptades:
1. Palaquium abundantiflorum H.J.Lam
2. Palaquium amboinense Burck
3. Palaquium annamense Lecomte
4. Palaquium barnesii Merr.
5. Palaquium bataanense Merr.
6. Palaquium beccarianum (Pierre) P.Royen
7. Palaquium bourdillonii Brandis
8. Palaquium brassii H.J.Lam
9. Palaquium burckii H.J.Lam
10. Palaquium calophyllum (Teijsm. & Binn.) Pierre ex Burck
11. Palaquium canaliculatum (Thwaites) Engl.
12. Palaquium clarkeanum King & Gamble
13. Palaquium cochleariifolium P.Royen
14. Palaquium confertum H.J.Lam
15. Palaquium crassifolium Pierre ex Dubard
16. Palaquium cryptocariifolium P.Royen
17. Palaquium cuprifolium Elmer
18. Palaquium dasyphyllum Pierre ex Dubard
19. Palaquium decurrens H.J.Lam
20. Palaquium densivenium K.Krause
21. Palaquium dubardii Elmer
22. Palaquium edenii Pierre ex Dubard
23. Palaquium elegans Griffoen & H.J.Lam
24. Palaquium ellipticum (Dalzell) Baill.
25. Palaquium elliptilimbum Merr.
26. Palaquium elongatum Merr.
27. Palaquium eriocalyx H.J.Lam
28. Palaquium erythrospermum H.J.Lam
29. Palaquium ferrugineum Pierre ex Dubard
30. Palaquium fidjiense Pierre ex Dubard
31. Palaquium firmum C.T.White
32. Palaquium formosanum Hayata
33. Palaquium foxworthyi Merr.
34. Palaquium galactoxylum (F.Muell.) H.J.Lam
35. Palaquium garrettii Fletcher
36. Palaquium gigantifolium Merr.
37. Palaquium glabrifolium Merr.
38. Palaquium glabrum Merr.
39. Palaquium globosum H.J.Lam
40. Palaquium grande (Thwaites) Engl.
41. Palaquium gutta (Hook.) Burck
42. Palaquium hansenii Chantaranothai
43. Palaquium herveyi King & Gamble
44. Palaquium heterosepalum Merr.
45. Palaquium hexandrum (Griff.) Baill.
46. Palaquium hinmolpedda P.Royen
47. Palaquium hispidum H.J.Lam
48. Palaquium hornei (Hartog ex Baker) Dubard
49. Palaquium impressionervium Ng
50. Palaquium karrak Kaneh.
51. Palaquium kinabaluense P.Royen
52. Palaquium laevifolium (Thwaites) Engl.
53. Palaquium lanceolatum Blanco
54. Palaquium leiocarpum Boerl.
55. Palaquium lisophyllum Pierre ex Dubard
56. Palaquium lobbianum Burck
57. Palaquium loheri Merr.
58. Palaquium luzoniense (Fern.-Vill.) Vidal
59. Palaquium macrocarpum Burck
60. Palaquium maingayi (C.B.Clarke) Engl.
61. Palaquium majas H.J.Lam
62. Palaquium maliliense P.Royen
63. Palaquium masuui P.Royen
64. Palaquium merrillii Dubard
65. Palaquium microphyllum King & Gamble
66. Palaquium mindanaense Merr.
67. Palaquium montanum Elmer
68. Palaquium morobense P.Royen
69. Palaquium multiflorum Pierre ex Dubard
70. Palaquium neoebudicum Guillaumin
71. Palaquium njatoh Burck
72. Palaquium obovatum (Griff.) Engl.
73. Palaquium obtusifolium Burck
74. Palaquium oleosum Burck
75. Palaquium ottolanderi Koord. & Valeton
76. Palaquium oxleyanum Pierre
77. Palaquium oxyspermum H.J.Lam
78. Palaquium pauciflorum (Thwaites) Engl.
79. Palaquium petiolare (Thwaites) Engl.
80. Palaquium philippense (Perr.) C.B.Rob.
81. Palaquium pierrei Burck
82. Palaquium pinnatinervium Elmer
83. Palaquium polyandrum C.B.Rob.
84. Palaquium polyanthum (Wall. ex G.Don) Baill.
85. Palaquium porphyreum A.C.Sm. & S.P.Darwin
86. Palaquium pseudocalophyllum H.J.Lam
87. Palaquium pseudocuneatum H.J.Lam
88. Palaquium pseudorostratum H.J.Lam
89. Palaquium quercifolium (de Vriese) Burck
90. Palaquium ravii Sasidh. & Vink
91. Palaquium regina-montium Ng
92. Palaquium ridleyi King & Gamble
93. Palaquium rigidum Pierre ex Dubard
94. Palaquium rioense H.J.Lam
95. Palaquium rivulare H.J.Lam
96. Palaquium rostratum (Miq.) Burck
97. Palaquium rubiginosum (Thwaites) Engl.
98. Palaquium rufolanigerum P.Royen
99. Palaquium sambasense Pierre ex Dubard
100. Palaquium semaram H.J.Lam
101. Palaquium sericeum H.J.Lam
102. Palaquium simun P.Royen
103. Palaquium sorsogonense Elmer ex H.J.Lam
104. Palaquium stehlinii Christoph.
105. Palaquium stellatum King & Gamble
106. Palaquium stipulare Pierre ex Dubard
107. Palaquium sukoei C.E.C.Fisch.
108. Palaquium sumatranum Burck
109. Palaquium supfianum Schltr.
110. Palaquium tenuifolium K.Krause
111. Palaquium tenuipetiolatum Merr.
112. Palaquium thwaitesii Trimen
113. Palaquium tjipetirense H.J.Lam
114. Palaquium vexillatum P.Royen
115. Palaquium vidalii Pierre ex Dubard
116. Palaquium vitilevuense Gilly ex Royen
117. Palaquium walsurifolium Pierre ex Dubard
118. Palaquium warburgianum Schltr. ex K.Krause
119. Palaquium xanthochymum (de Vriese) Pierre ex Burck
120. Palaquium zeylanicum Verdc.